# 许泰
許泰，明朝江都人，許寧之子，襲職羽林前衛指揮使。弘治十七年（1504年）武狀元，以副總兵協守宣府，封為安邊伯。明武宗封義子，賜國姓（朱）。曾參與平定劉六劉七起義。王守仁平定宸濠之亂時，許泰為奪功勞，在南昌大肆濫捕、誣陷、刑虐士民為寧王逆黨，禍害更甚於宸濠之亂。又因為嫉妒王守仁對其萬般排擠，並逮捉窘辱伍文定。明世宗即位後，朝廷大臣對許泰交相彈劾，伍文定亦上奏世宗許泰嫉妒王守仁功勞，及在南昌誣陷刑虐士民的罪狀，世宗遂將許泰下獄，論死，後減罪改判流放充軍戍邊，死於戍所。

## 延伸阅读
[在维基数据编辑]
 《明史卷三百〇七》，出自《明史》